# Туррании
Турра́нии, или Тора́нии (лат. Turranĭi/Thoranĭi), — древнеримский неименитый плебейский род, представители которого впервые встречаются в истории конца Республики и периода ранней Империи. Среди наиболее известных его представителей можно выделить следующих персоналий:
- Турраний (II—I вв. до н. э.), скупщик земель проскрибированных сенаторов времён диктатуры Луция Корнелия Суллы[2][3];
- (Децим[4][5]) Турраний Нигер (I в. до н. э.), которому Марк Теренций Варрон посвятил 2-ю книгу своего сочинения «De re rustica»[6]. Британский лексикограф, сэр У. Смит отождествляет его с Турранием Грацилом, упоминаемого Плинием Старшим[7][8][1]. По одной из версий[5], именно Децим мог упоминаться Марком Туллием Цицероном в двух сохранившихся письмах из Афин, адресованных другу оратора Помпонию Аттику[9];
- Гай Турраний (ум. 43 до н. э.), претор 44 года, отказавшийся принять провинцию от Марка Антония[10][11][12][1][3];
- Турраний (I в.), поэт-трагик, упомянутый Публием Овидием Назоном в числе прочих, современных ему, литераторов[13][14]. Предполагаемый сын предыдущего;
- Гай Турраний (возможно, носил когномен «Грацил»; ум. после 48), префект анноны (главноуправляющий продовольственной частью) в 14—48 годах[15][1];
- Гай Турраний (I в. до н. э. — I в.), уроженец Гадеса (провинция Дальняя Испания), писавший исследования по географии, естествоведению и земледелию. Его работами пользовался Плиний Старший в своей «Естественной истории»[16][1]. В промежутке между 7 и 4 годом до н. э. он исполнял функции префекта Египта[17]. По одной из версий[17], идентичен предыдущему;
- Луций Турраний Грациан (ум. после 291), корректор Ахайи в период между 285 и 290 годом, префект Рима в 290—291 годах.

Предположительно, из этого рода происходил квестор 73 года до н. э., укреплённый лагерь которого был захвачен Спартаком в ходе последнего крупнейшего восстания рабов.